# Adelsståndet i Finland

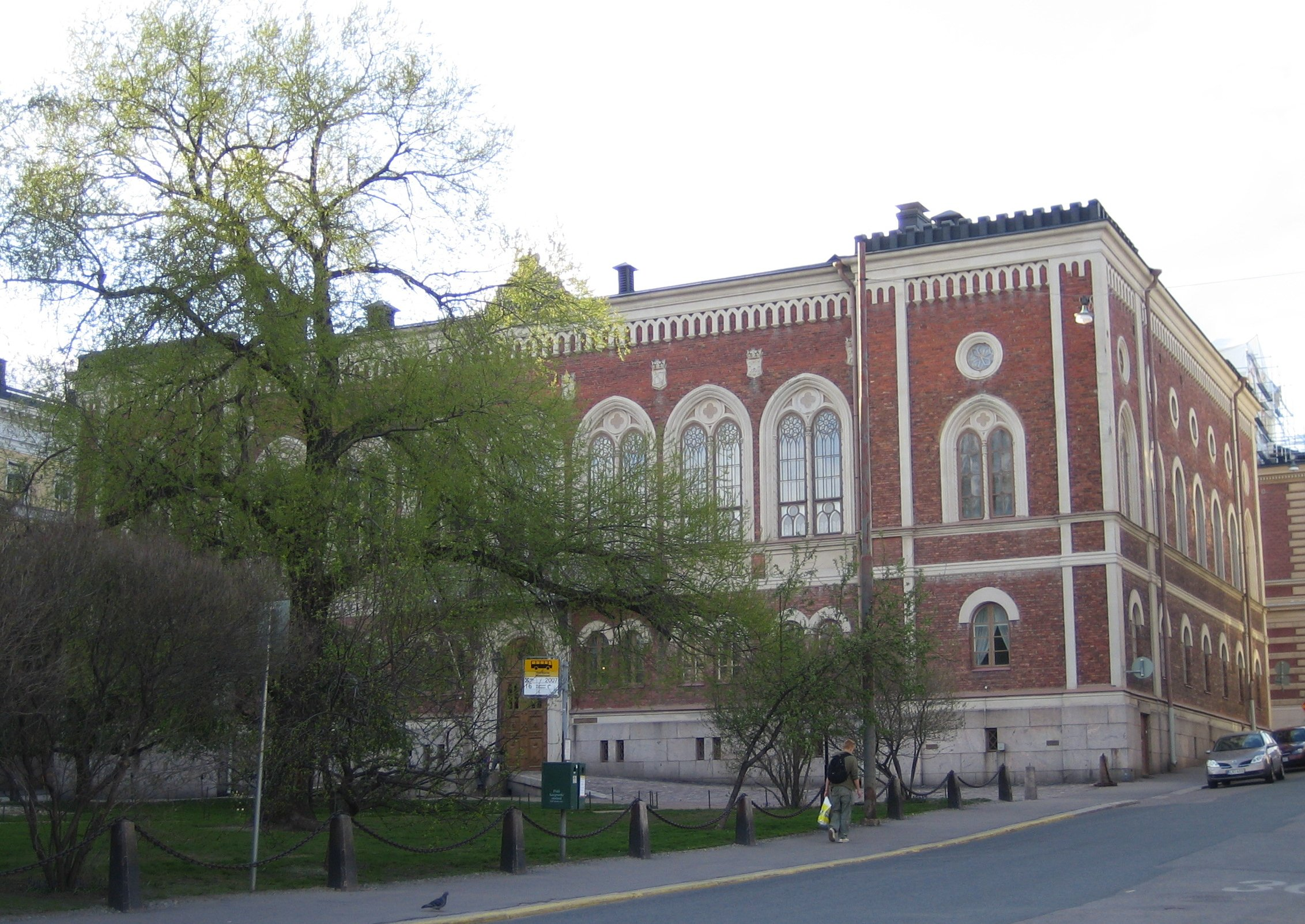
Riddarhuspalatset i Helsingfors.

Adelsståndet var en politisk gruppering med representation vid lantdagen i Storfurstendömet Finland fram till 1906, bestående av medlemmar ur Finlands adel.
Adelsståndet inkallades första gången vid Borgå lantdag i mars 1809 och bestod då av de i Finland representerade ätterna från det svenska adelsståndet, vilket de dittills tillhört. Finlands riddarhus inrättades 1818.
Till storfurstendömets ridderskap och adel räknades de undersåtar tillhörande de på Finlands riddarhus introducerade ätterna. Ättens huvudman tillhörde ridderskapet och adeln och var den som i första hand förde sin ätts talan vid lantdagarna. Till en början bestod adelsståndet endast av ätter som även varit introducerade vid riddarhuset i Sverige, men efterhand introducerades fler finländska och även ryska ätter vid Finlands riddarhus. 

## Ståndssamhället
I den finländska lantdagen fanns det fyra samhällsgrupper med politisk representationsrätt, vilka förutom adelsståndet var prästeståndet, borgarståndet och bondeståndet. Sammansättningen var en direkt följd av hur representationen sett ut i Sveriges ståndsriksdag, när länderna skiljdes åt. I både Sverige och Finland räknades adeln som det främsta av ständerna och det enda frälseståndet, men utanför Norden tillhörde världsligt frälse det andra ståndet, medan det första ståndet utgjordes av andligt frälse.